# Bert Moyaers
Bert Moyaers, né le 20 septembre 1980 à Herck-la-Ville, est un homme politique belge, membre de Vooruit.

## Biographie
Bert Moyaers nait le 20 septembre 1980 à Herck-la-Ville.
Le 1er octobre 2020, il devient député fédéral à la Chambre des représentants en remplaçant Meryame Kitir qui devient ministre dans le gouvernement De Croo.